# تيم سميث (لاعب كرة قدم أسترالي)
تيم سميث (بالإنجليزية: Tim Smith)‏ هو لاعب كرة قدم أسترالي، ولد في 13 يناير 1985 في غولد كوست في أستراليا. لعب مع ويغان ووريورز.